# U-96
Unterseeboot 96 foi um submarino alemão do Tipo VIIC, pertencente a Kriegsmarine que atuou durante a Segunda Guerra Mundial.

## Carreira

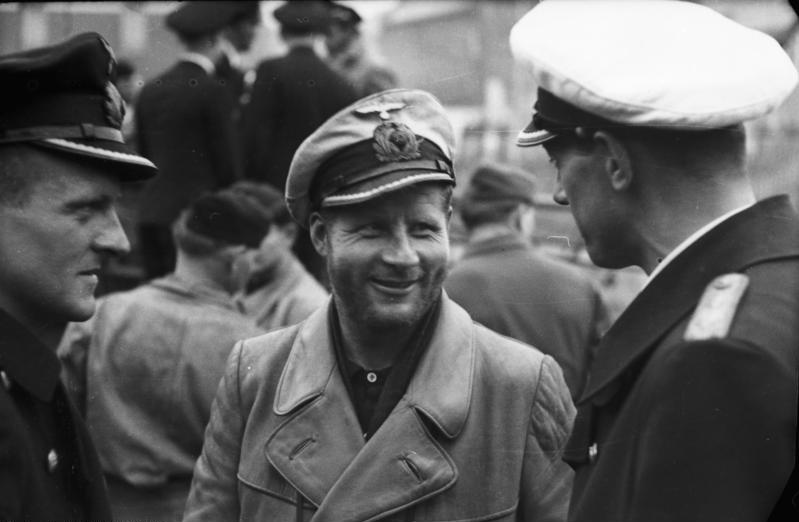
Kptlt. Heinrich Lehmann-Willenbrock em seu U-96.

## Comandantes
| Comandante                          | Data                                        |
| ----------------------------------- | ------------------------------------------- |
| Kptlt. Heinrich Lehmann-Willenbrock | 14 de Setembro de 1940 - 1 de Abril de 1942 |
| Oblt. Hans-Jürgen Hellriegel        | 28 de Março de 1942 - 15 de Março de 1943   |
| Wilhelm Peters                      | 16 de Março de 1943 - 30 de Junho de 1944   |
| Oblt. Horst Willner                 | Fevereiro de 1944 - Junho de 1944           |
| Oblt. Robert Rix                    | 1 de Julho de 1944 - Fevereiro de 1945      |

## Subordinação
Durante o seu tempo de serviço, esteve subordinado às seguintes flotilhas:
| Período                                         | Flotilha                   |
| ----------------------------------------------- | -------------------------- |
| 14 de Setembro de 1940 - 30 de Novembro de 1940 | 7. Unterseebootsflottille  |
| 1 de Dezembro de 1940 - 31 de Março de 1943     | 7. Unterseebootsflottille  |
| 1 de Abril de 1943 - 30 de Junho de 1944        | 24. Unterseebootsflottille |
| 1 de Julho de 1944 - 15 de Fevereiro de 1945    | 22. Unterseebootsflottille |

### Patrulhas
|       | Comandante                          | Partida     | Partida     | Chegada     | Chegada     | Dias     | Toneladas |
| ----- | ----------------------------------- | ----------- | ----------- | ----------- | ----------- | -------- | --------- |
| 1     | Kptlt. Heinrich Lehmann-Willenbrock | 4 Dez 1940  | Kiel        | 29 Dez 1940 | Lorient     | 26 dias  | 52 901    |
| 2     | Kptlt. Heinrich Lehmann-Willenbrock | 9 Jan 1941  | Lorient     | 22 Jan 1941 | Lorient     | 14 dias  | 29 054    |
| 3     | Kptlt. Heinrich Lehmann-Willenbrock | 30 Jan 1941 | Lorient     | 28 Fev 1941 | St. Nazaire | 30 dias  | 45 391    |
| 4     | Kptlt. Heinrich Lehmann-Willenbrock | 12 Abr 1941 | St. Nazaire | 22 Mai 1941 | St. Nazaire | 41 dias  | 30 227    |
| 5     | Kptlt. Heinrich Lehmann-Willenbrock | 19 Jun 1941 | St. Nazaire | 9 Jul 1941  | St. Nazaire | 21 dias  | 5 954     |
| 6     | Kptlt. Heinrich Lehmann-Willenbrock | 2 Ago 1941  | St. Nazaire | 12 Set 1941 | St. Nazaire | 42 dias  |           |
| 7     | Kptlt. Heinrich Lehmann-Willenbrock | 27 Out 1941 | St. Nazaire | 6 Dez 1941  | St. Nazaire | 41 dias  | 5 998     |
| 8     | Kptlt. Heinrich Lehmann-Willenbrock | 31 Jan 1942 | St. Nazaire | 23 Mar 1942 | St. Nazaire | 52 dias  | 25 464    |
| 9     | Oblt. Hans-Jürgen Hellriegel        | 23 Abr 1942 | St. Nazaire | 1 Jul 1942  | St. Nazaire | 70 dias  |           |
| 10    | Oblt. Hans-Jürgen Hellriegel        | 24 Ago 1942 | St. Nazaire | 5 Out 1942  | St. Nazaire | 43 dias  | 28 148    |
| 11    | Oblt. Hans-Jürgen Hellriegel        | 26 Dez 1942 | St. Nazaire | 8 Fev 1943  | Königsberg  | 45 dias  |           |
| Total | Total                               | Total       | Total       | Total       | Total       | 425 dias | 223 137 t |

### Navios afundados e danificados
- 27 navios afundados num total de 181 206 GRT[3]
- 4 navios danificados num total de 33 043 GRT
- 1 navio com perda total, totalizando 8 888 GRT

| Data        | Comandante                   | Nome da Embarcação            | Toneladas | Nacionalidade  |
| ----------- | ---------------------------- | ----------------------------- | --------- | -------------- |
| 11 Dez 1940 | Heinrich Lehmann-Willenbrock | Rotorua                       | 10 890    | Reino Unido    |
| 11 Dez 1940 | Heinrich Lehmann-Willenbrock | Towa                          | 5 419     | Países Baixos  |
| 12 Dez 1940 | Heinrich Lehmann-Willenbrock | Macedonier                    | 5 227     | Bélgica        |
| 12 Dez 1940 | Heinrich Lehmann-Willenbrock | Stureholm                     | 4 575     | Suécia         |
| 14 Dez 1940 | Heinrich Lehmann-Willenbrock | Empire Razorbill (danificado) | 5 118     | Reino Unido    |
| 14 Dez 1940 | Heinrich Lehmann-Willenbrock | Western Prince                | 10 926    | Reino Unido    |
| 18 Dez 1940 | Heinrich Lehmann-Willenbrock | Pendrecht (danificado)        | 10 746    | Países Baixos  |
| 16 Jan 1941 | Heinrich Lehmann-Willenbrock | Oropesa                       | 14 118    | Reino Unido    |
| 17 Jan 1941 | Heinrich Lehmann-Willenbrock | Almeda Star                   | 14 936    | Reino Unido    |
| 13 Fev 1941 | Heinrich Lehmann-Willenbrock | Arthur F. Corwin              | 10 516    | Reino Unido    |
| 13 Fev 1941 | Heinrich Lehmann-Willenbrock | Clea                          | 7 987     | Reino Unido    |
| 18 Fev 1941 | Heinrich Lehmann-Willenbrock | Black Osprey                  | 5 589     | Reino Unido    |
| 22 Fev 1941 | Heinrich Lehmann-Willenbrock | Scottish Standard             | 6 999     | Reino Unido    |
| 23 Fev 1941 | Heinrich Lehmann-Willenbrock | Anglo-Peruvian                | 5 457     | Reino Unido    |
| 24 Fev 1941 | Heinrich Lehmann-Willenbrock | Linaria                       | 3 385     | Reino Unido    |
| 24 Fev 1941 | Heinrich Lehmann-Willenbrock | Sirikishna                    | 5 458     | Reino Unido    |
| 28 Abr 1941 | Heinrich Lehmann-Willenbrock | Caledonia                     | 9 892     | Noruega        |
| 28 Abr 1941 | Heinrich Lehmann-Willenbrock | Oilfield                      | 8 516     | Reino Unido    |
| 28 Abr 1941 | Heinrich Lehmann-Willenbrock | Port Hardy                    | 8 897     | Reino Unido    |
| 19 Mai 1941 | Heinrich Lehmann-Willenbrock | Empire Ridge                  | 2 922     | Reino Unido    |
| 5 Jul 1941  | Heinrich Lehmann-Willenbrock | Anselm                        | 5 954     | Reino Unido    |
| 31 Out 1941 | Heinrich Lehmann-Willenbrock | Bennekom                      | 5 998     | Países Baixos  |
| 19 Fev 1942 | Heinrich Lehmann-Willenbrock | Empire Seal                   | 7 965     | Reino Unido    |
| 20 Fev 1942 | Heinrich Lehmann-Willenbrock | Lake Osweya                   | 2 398     | Estados Unidos |
| 22 Fev 1942 | Heinrich Lehmann-Willenbrock | Kars (perda total)            | 8 888     | Reino Unido    |
| 22 Fev 1942 | Heinrich Lehmann-Willenbrock | Torungen                      | 1 948     | Noruega        |
| 9 Mar 1942  | Heinrich Lehmann-Willenbrock | Tyr                           | 4 265     | Noruega        |
| 10 Set 1942 | Hans-Jürgen Hellriegel       | Elisabeth van Belgie          | 4 241     | Bélgica        |
| 10 Set 1942 | Hans-Jürgen Hellriegel       | F.J. Wolfe (danificado)       | 12 190    | Reino Unido    |
| 10 Set 1942 | Hans-Jürgen Hellriegel       | Sveve                         | 6 313     | Noruega        |
| 11 Set 1942 | Hans-Jürgen Hellriegel       | Delães                        | 415       | Portugal       |
| 25 Set 1942 | Hans-Jürgen Hellriegel       | New York (danificado)         | 4 989     | Reino Unido    |
| Total       | Total                        | Total                         | 223 137 t |                |

## Operações conjuntas de ataque
O U-96 participou das seguinte operações de ataque combinado durante a sua carreira:
- Rudeltaktik Hammer (5 de agosto de 1941 - 12 de agosto de 1941)
- Rudeltaktik Grönland (12 de agosto de 1941 - 27 de agosto de 1941)
- Rudeltaktik Kurfürst (28 de agosto de 1941 - 2 de setembro de 1941)
- Rudeltaktik Seewolf (2 de setembro de 1941 - 10 de setembro de 1941)
- Rudeltaktik Stosstrupp (30 de outubro de 1941 - 4 de novembro de 1941)
- Rudeltaktik Störtebecker (5 de novembro de 1941 - 19 de novembro de 1941)
- Rudeltaktik Benecke (19 de novembro de 1941 - 22 de novembro de 1941)
- Rudeltaktik Hecht (11 de maio de 1942 - 18 de junho de 1942)
- Rudeltaktik Stier (29 de agosto de 1942 - 2 de setembro de 1942)
- Rudeltaktik Vorwärts (3 de setembro de 1942 - 25 de setembro de 1942)
- Rudeltaktik Jaguar (10 de janeiro de 1943 - 20 de janeiro de 1943)